# База субмарин в Сен-Назере
База субмарин в Сен-Назере — крупная база подводных лодок, построенная под руководством немцев во время Второй мировой войны в портовом городе Сен-Назер. Являлась одной из пяти крупных баз субмарин, построенных нацистской Германией в оккупированной Франции.

## История
До Второй мировой войны Сен-Назер был одним из крупнейших портов Атлантического побережья Франции. Во время битвы за Францию немецкая армия прибыла в Сен-Назер в июне 1940 года, и порт был немедленно использован для подводных лодок: уже 29 сентября 1940 в порт прибывает U-46.
В декабре 1940 года в Сен-Назер прибыла миссия Организации Тодта и осмотрела порт для изучения возможности создания базы подводных лодок, неуязвимой для бомбардировок Королевскими ВВС. Работа вскоре была начата под руководством инженера Пробста.
Было выбрано пространство из доков и зданий судоходной компании Compagnie Générale Transatlantique, которые были разрушены. Строительство началось в феврале 1941 года с пеналов 6,7 и 8, завершена в июне 1941 года. С июля 1941 по январь 1942 года были построены пеналы с 9 по 14; и в период с февраля по июнь 1942 года пеналы с 1 по 5. Работа была завершена строительством башни.
В период с конца 1943 и в начале 1944 года, укреплённый шлюз, построенный для защиты подводных лодок во время их перехода из реки Луары в пеналы бункера. Шлюз имел 155 метров в длину, 25 метров в ширину и 14 метра в высоту. На крыше имелись средства ПВО.
28 марта 1942 док в Сен-Назере стал мишенью британских коммандос во время операции "Колесница" (англ.: Operation "Chariot"), более известной как Рейд на Сен-Назер. Во время операции британцы успешно разрушили соседний с бункером сухой док, протаранив его эсминцем, заполненным взрывчаткой, но бункеры подводных лодок не пострадали. Собственно, целью и являлся док Луи Жубер Лок, который был единственным сухим доком на побережье Атлантики, способным принимать самый мощный корабль в составе кригсмарине (после потопления «Бисмарка») — линкор «Тирпиц».

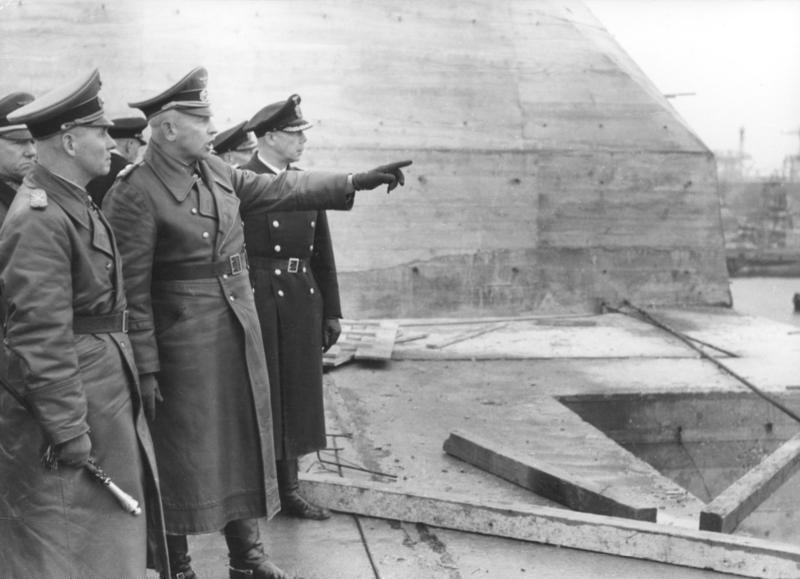
Эрвин Роммель инспектирует базу 18 февраля 1944 года
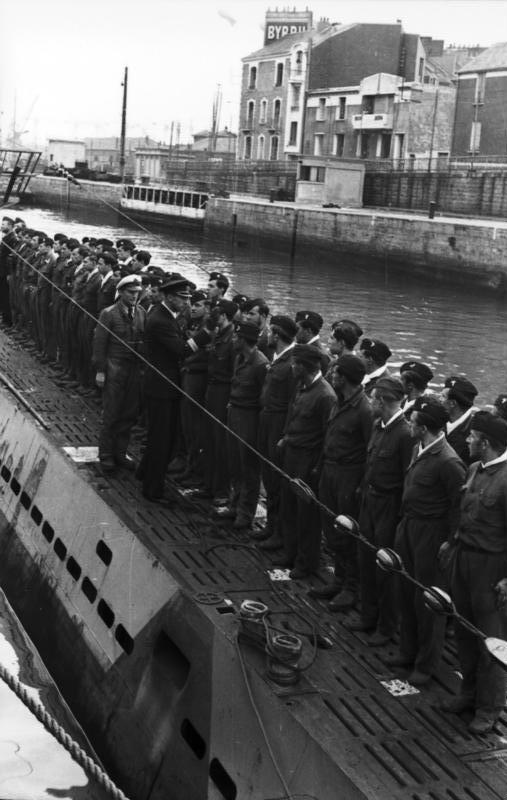
Экипаж немецкой субмарины на базе 15 июня 1942 года

## Устройство
База подлодок имела 300 метров длиной, 130 метров шириной и 18 метров в высоту, и занимала площадь 39 000 м², при объёме бетона 480000 м³. Крыша имела толщину 8 метров, состоя из четырёх слоёв: первый из них 3,5 метра железобетона; второй 35 см из гранита и бетона; третий 1,7 метра из железобетона, четвёртый это слой «Fangrost» из стальных балок, имеющий толщину 1,4 м. На крыше располагались зенитные орудия, пулемёты и миномёты.
База состоит из 14-ти пеналов для подводных лодок. Пеналы с 1 до 8 — сухие доки по 92 метров в длину и 11 метров в ширину; пеналы с 9 по 14 — простые доки по 62 метров в длину и 17 метров в ширину, каждый из которых способен вместить по две подводные лодки.
Между пеналами 5 и 6,12 и 13 имеются два пространства, дающие доступ к верхним уровням бункера.
База также состояла из 62 мастерских, 150 помещений, 92 общежитий для экипажей субмарин, 20 насосов, 4 кухонь, 2 пекарен, двух электростанций, ресторана и госпиталя.

## Проект «Ville-Port»
Территория базы пустовала в течение длительного времени. В 1994 году муниципалитет города Сен-Назер решил реанимировать базу под именем проекта «Ville-Port» («город-гавань»).
База теперь имеет несколько музеев, в том числе макет трансатлантического лайнера и подводную лодку Espadon.